# Эльмлоэ
Эльмлоэ (нем. Elmlohe) — коммуна в Германии, в земле Нижняя Саксония.
Входит в состав района Куксхафен. Подчиняется управлению Бедеркеза. Население составляет 813 человек (на 31 декабря 2013 года). Занимает площадь 23,30 км². Официальный код — 03 3 52 015.
Коммуна подразделяется на 2 сельских округа.